# Nguyễn Địa Lô
Nguyễn Địa Lô (阮地爐) là một trong năm tướng tài của Trần Hưng Đạo. Khác với Yết Kiêu và Dã Tượng, Nguyễn Địa Lô có tên họ đầy đủ hơn. Địa Lô có tài bắn cung bách phát bách trúng, được mệnh danh là thần tiễn đương thời.
Năm 1285, khi đạo quân của Toa Đô vừa từ Chiêm Thành tiến ra đến Nghệ An, tướng chỉ huy quân đội của nhà Trần ở đấy là Trần Kiện đã hèn nhát bỏ đi đầu hàng. Sự kiện này đã gây cho cuộc kháng chiến lúc bấy giờ những tổn thất rất lớn.
Toa Đô lập tức sai người dẫn Trần Kiện về Yên Kinh (Trung Quốc). Nhưng, khi bọn Trần Kiện vừa đến biên giới phía Bắc, các đội dân binh ở đây, dưới sự chỉ huy của một số thủ lĩnh như Nguyễn Thế Lộc, Nguyễn Lĩnh đã đón đánh rất quyết liệt. Nguyễn Địa Lô cũng có mặt trong cuộc tập kích này và chính ông đã bắn chết Trần Kiện.